# Pisoniano
Pisoniano – miejscowość i gmina we Włoszech, w regionie Lacjum, w prowincji Rzym.
Według danych na rok 2004 gminę zamieszkiwało 730 osób, 56,2 os./km².